# Сатир Цирцея
Сатир Цирцея (Brintesia circe) — вид денних метеликів родини Сонцевики (Nymphalidae).

## Поширення
Вид поширений у Центральній та Південній Європі, Туреччині, Ірані та на Кавказі. В Україні спостерігався у Карпатах, Закарпатті та Гірському Криму.

## Опис
Невеликий метелик з розмахом крила 65-80 мм. Забарвлення чорне або темно-коричневе з широкою вертикальною білою смугою, що розташовується біля країв всіх крил, і другою білою смугою на нижніх крилах.

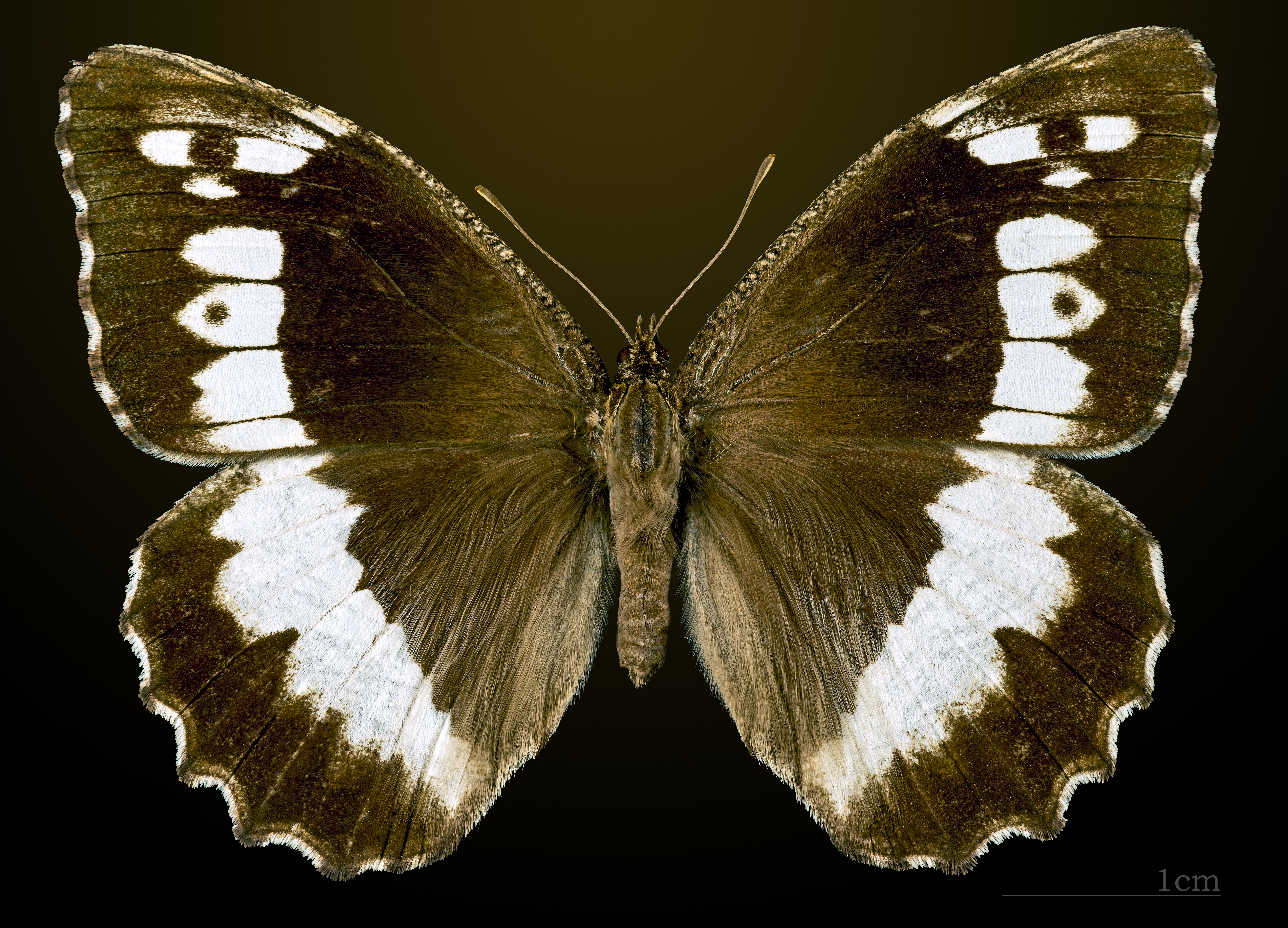
Самиця, дорсальна (верхня) сторона
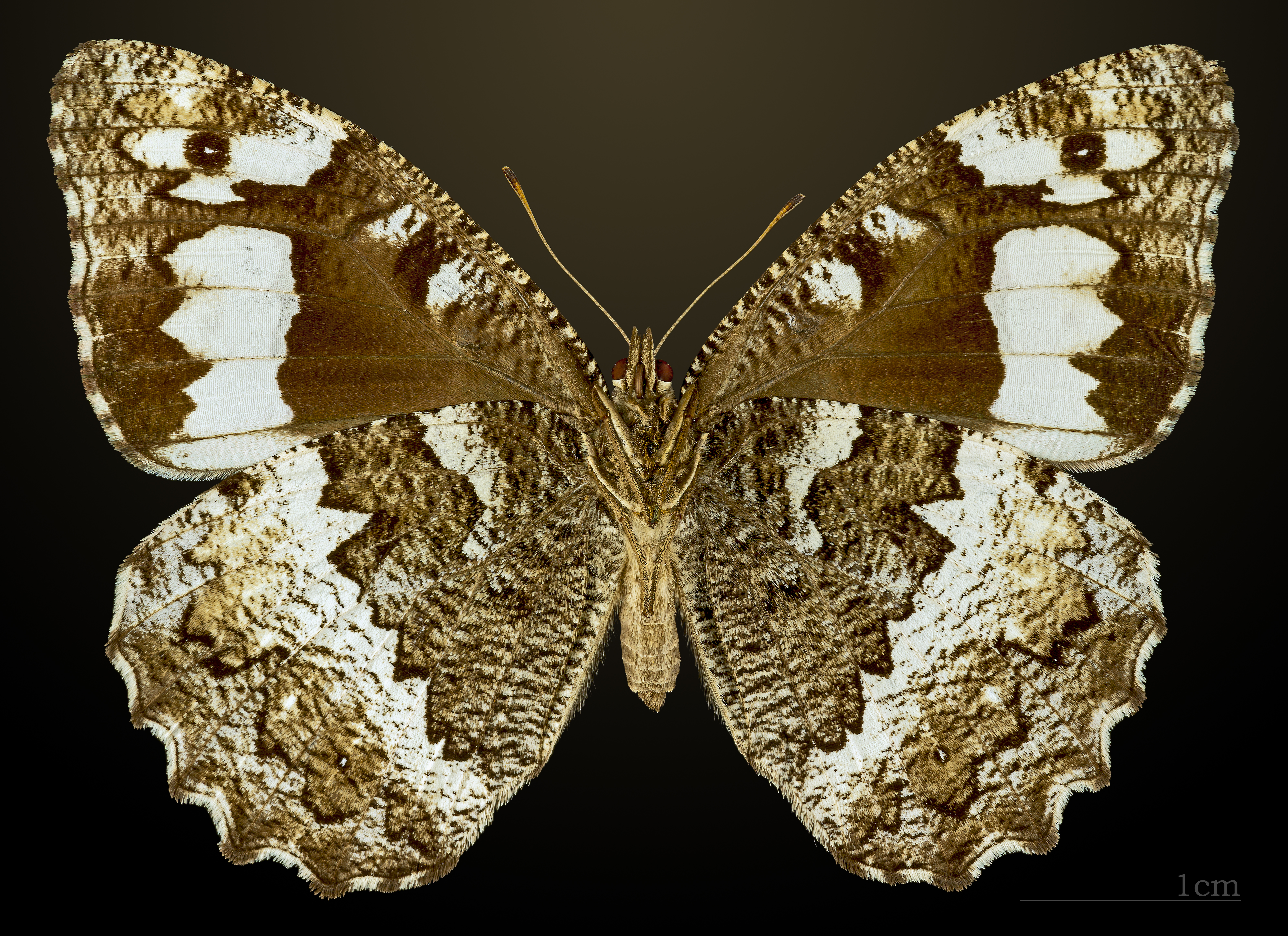
Самиця, вентральна (нижня) сторона
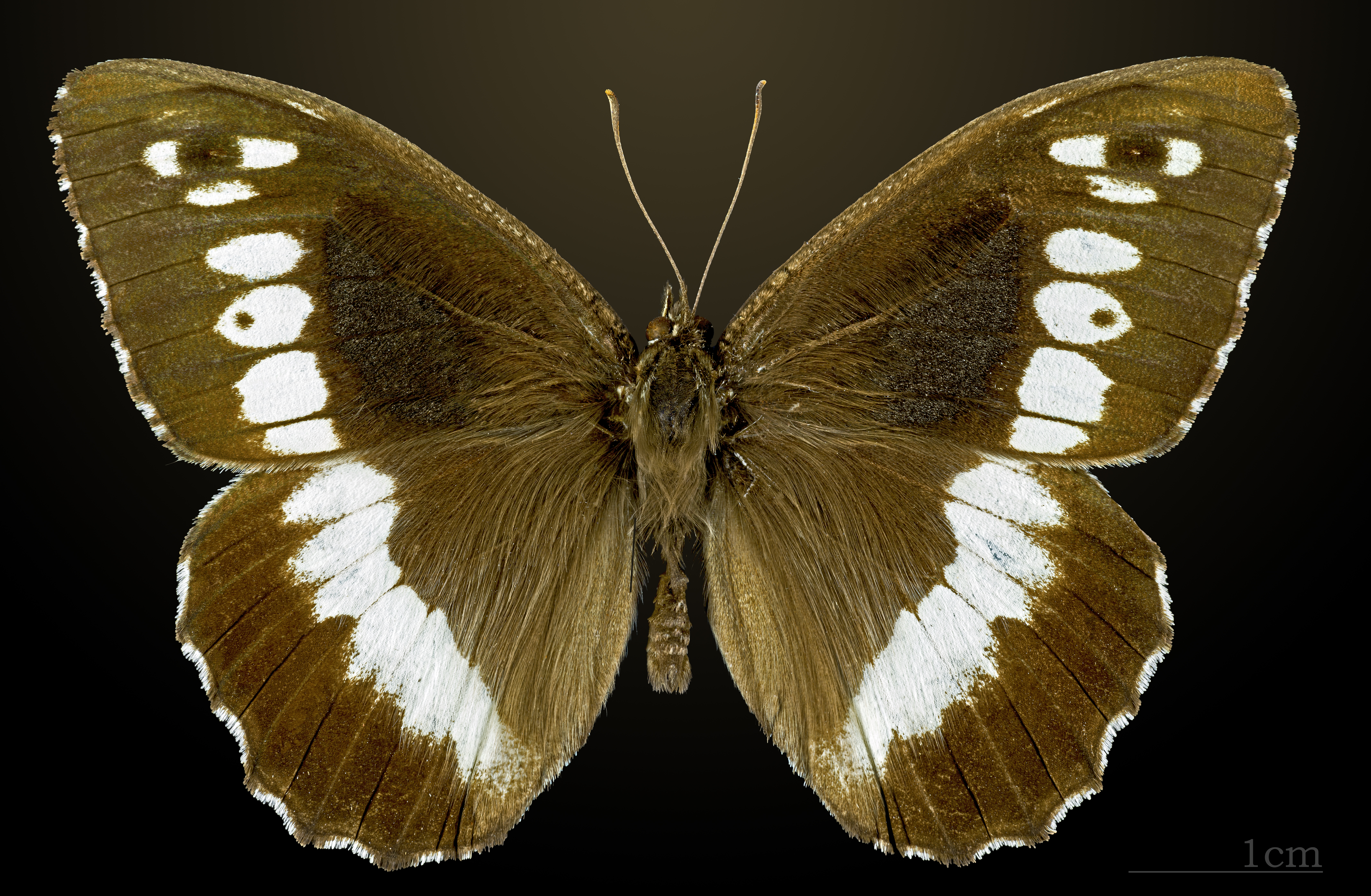
Самець, дорсальна (верхня) сторона
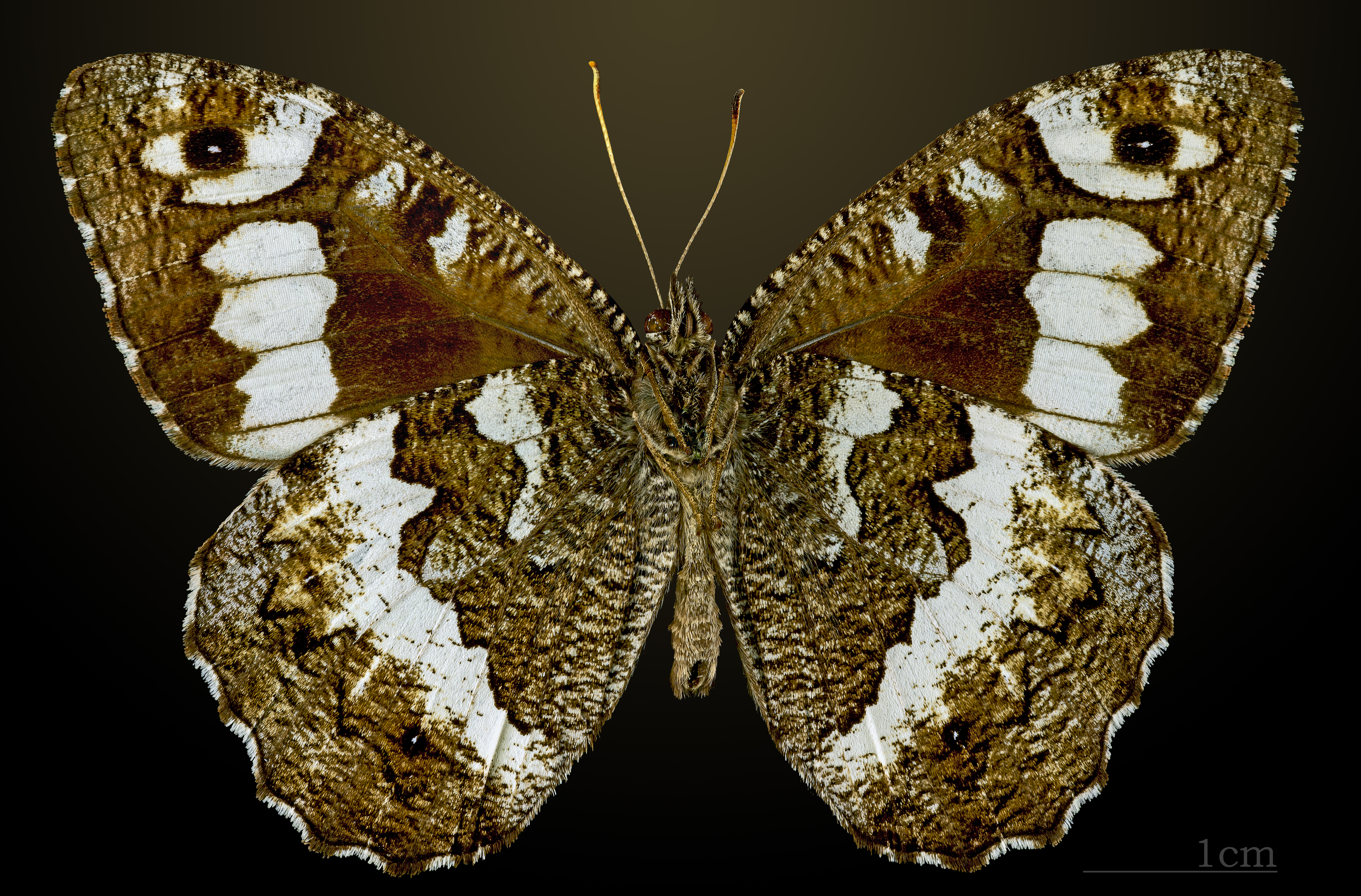
Самець, вентральна (нижня) сторона

## Спосіб життя
Населяє заплавні ліси, дубові і соснові рідколісся, кам'янисті степові і лучно-степові співтовариства з присутністю чагарникової і деревної рослинності. За рік розвивається одне покоління. Метелики спостерігаються з червня до першої половини вересня. Самиці не прикріплюють яйця до трави, а, сідаючи на стебла злаків, струшують їх на ґрунт. Зимують гусениці першого віку. Після зимівлі харчуються різними злаками. Заляльковуються в земляний колисці.